# Jimmy fuori di testa (serie televisiva)
Jimmy fuori di testa (Out of Jimmy's Head) è una sitcom statunitense prodotta nel 2007, diretta da Sean McNamara, Savage Steve Holland, Jonathan Winfrey e Jonathan Judge, che prosegue la storia dell'omonimo film televisivo.
La serie è una delle prime in tecnica mista prodotte e trasmesse da Adult Swim. La serie è stata trasmessa in Italia dapprima in esclusiva sul canale a pagamento Cartoon Network (dal 28 aprile 2008) e poi, per la prima volta in chiaro, sul canale Boing (dal 3 febbraio 2010).

## Episodi
| Stagione       | Episodi | Prima TV originale | Prima TV in italiano |
| -------------- | ------- | ------------------ | -------------------- |
| Prima stagione | 20      | 2007               | 2008                 |